# Kızılay (RTNC)
Kızılay, Kızılbaş  o Trakhonas es un suburbio en el norte de la ciudad de Nicosia. 

## Datos básicos
Durante el período otomano, Trakhonas fue llamado Kızılbaş. Sin embargo, en 1975 los dirigentes turcochipriotas cambiaron el nombre de Kızılbaş a Kızılay. Kızılay significa "media luna roja". En la zona esta la Puerta de Trakhonas.

## Conflicto intercomunal
Al menos desde 1831 Trakhonas / Kizilay ha sido habitada predominantemente por grecochipriotas (46). En la década de 1940, con el desarrollo de nuevos asentamientos como Gelibolu, los turcochipriotas empezaron a mudarse a las cercanías de Trakhonas. En algún momento, después de 1946, los turcochipriotas comenzaron a establecerse en el pueblo. En 1960 había 921 turcochipriotas en Trakhonas / Kizilay (incluyendo el barrio Gelibolu) mientras que los grecochipriotas eran 2463. Trakhonas pasó a formar parte del municipio de Nicosia en 1968.
El primer desplazamiento relacionado con el conflicto tuvo lugar durante los disturbios intercomunales de 1964. La mayoría de los habitantes turcochipriotas de Trakhonas / Kizilay (aparte de Gelibolu) huyeron en enero, trasladándose a la parte de Chipre controlada turca de Nicosia. Algunos regresaron a vivir en sus casas (especialmente los que están cerca de la parte controlada por los turcochipriotas) en 1968 aunque la mayoría se quedó donde habían buscado refugio.
Todos los grecochipriotas de este pueblo fueron desplazadas en julio y agosto de 1974, huyendo del ejército turco. En la actualidad, los grecochipriotas de Trakhonas se encuentran dispersos por todo el sur de la isla. El número de los grecochipriotas Trakhonas que fueron desplazados en 1974 fue de alrededor de 2.500.

## Población actual
Actualmente el pueblo está habitado principalmente por sus habitantes turcochipriotas originales, sus descendientes y los turcochipriotas desplazados allí después de la guerra de 1974. A muchas familias de los turcochipriotas que murieron en los enfrentamientos entre comunidades, se les dio casas en este barrio. 